# Каллавей, Энн Мари
Энн Мари Каллавей (род. 28 октября 1949, Вашингтон) - американский композитор.

## Биография
Родилась в Вашингтоне, округ Колумбия, выросла в Лэнгли-парке .
Начала свое музыкальное обучение в Балтиморе у Грейс Ньюсом Кашман , а затем училась у Элвина Этлера в колледже Смита, Джорджа Крамба в Пенсильванском университете и у Джека Бисона, Фреда Лердала и Джорджа Эдвардса в Колумбийском университете, где она получила степень DMA в 1991 г.
Композиции Каллауэй получили широкую известность в США.  Шведским радио был  снят документальный фильм.
Получила стипендию Гуггенхайма, заказы от Национального фонда искусств и Американской гильдии органистов, а также проживала в резиденциях в Яддо, колонии Макдауэлла и колонии художников Лейтон в Банфе.  Является лауреатом премии Фреда Уоринга  и премии Мириам Гидеон .
В 1984 году Каллауэй была одной из основательниц New York Women Composers, Inc., организации, которая поддерживает женщин-композиторов в штате Нью-Йорк.

## Лейбл
Ее главный издатель - Subito Music.

## Записи
- Певцы Грегга Смита Американские хоровые мастера серии Vol. IV содержит Alleluia vidimus stellam (1980), жанра  Аллилуйя для Богоявления.
- Американский союз композиторов в 50 (Opus One 143) содержит Paraphrasis (1981), органную фантазию на мелодию INNSBRUCK, которую играет Хаскелл Томсон.
- Четыре элемента: произведения для валторны и фортепиано композиторов-женщин Архивная копия от 8 февраля 2022 на Wayback Machine ( Лин Фоулк, валторна и Марта Фишер, фортепиано) содержат « Четыре элемента» (1974–77).
- Музыка женщин: праздник (CPS-8714) ( Розмари Платт, фортепиано; и др.) Содержит тему и семь вариаций (1972)